# Élections européennes de 2009 en Suède
Les élections européennes se sont déroulées le dimanche 7 juin 2009 en Suède et ont désigné les 18 députés européens suédois au Parlement européen, pour la législature 2009-2014.

## Mode de scrutin
Les eurodéputés suédois sont élus au scrutin proportionnel plurinominal, conformément à une version modifiée de la méthode de Sainte-Laguë, dans une seule circonscription électorale recoupant l'ensemble du pays. Seules les listes ayant obtenu au moins 4 % des suffrages exprimés sont admises à la répartition des sièges.
La Suède élisait 18 députés européens, un de moins qu'à l'élection de 2004.

## Résultats
| ← Élections au Parlement Européen de 2009 → |                                         |                    |                    |                     |        |        |        |        |
| Parti                                       | Parti                                   | Parti européen     | Groupe politique   | Votes               | Votes  | Votes  | Sièges | Sièges |
| Parti                                       | Parti                                   | Parti européen     | Groupe politique   | No.                 | %      | +− %   | No.    | +−     |
|                                             | Parti social démocrate (S)              | PSE                | S&D                | 773 513             | 24,41  | −0,15  | 5      | 0      |
|                                             | Modérés (M)                             | PPE                | PPE                | 596 710             | 18,83  | +0,58  | 4      | 0      |
|                                             | Parti du peuple - Les Libéraux (FP)     | ELDR               | ADLE               | 430 385             | 13,58  | +3,72  | 3      | +1     |
|                                             | Parti de l'environnement Les Verts (MP) | PVE                | V/ALE              | 349 114             | 11,02  | +5,06  | 2      | +1     |
|                                             | Parti pirate (PP)                       |                    | V/ALE              | 225 915             | 7,13   | +7,13  | 1      | +1     |
|                                             | Parti de gauche (V)                     | AGVN               | GUE/NGL            | 179 182             | 5,66   | −7,14  | 1      | −1     |
|                                             | Parti du centre (C)                     | ELDR               | ADLE               | 173 414             | 5,47   | −0,79  | 1      | 0      |
|                                             | Les chrétiens-démocrates (KD)           | PPE                | PPE                | 148 141             | 4,68   | −1,01  | 1      | 0      |
|                                             | Liste de juin (JL)                      |                    |                    | 112 355             | 3,55   | −10,92 | 0      | −3     |
|                                             | Démocrates de Suède                     |                    |                    | 103 584             | 3,27   | +2,14  | 0      | 0      |
|                                             | Initiative féministe                    |                    |                    | 70 434              | 2,22   | +2,22  | 0      | -      |
|                                             | Autres                                  | N/A                |                    | 5 799               | 0,18   | -      | 0      | -      |
| Suffrages exprimés                          | Suffrages exprimés                      | Suffrages exprimés | Suffrages exprimés | 3 168 546           | 100,00 |        | 18     | -1     |
| Blancs et nuls                              | Blancs et nuls                          | Blancs et nuls     | Blancs et nuls     | 59 015              | 1,83   | −0,98  |        |        |
| Total                                       | Total                                   | Total              | Total              | 3 227 561 (45,53 %) |        | +7,68  |        |        |

### Analyse des résultats
Ces élections, marquées par un fort recul de l'abstention qui reste néanmoins élevée (54,47 %, soit 7,7 points de moins qu'en 2004), ont très clairement dégagé trois grands vainqueurs et deux grands perdants.
Avec 7,13 % des suffrages exprimés, le Parti pirate, pour sa première participation à une élection européenne, bouscule le paysage politique suédois en faisant mieux que trois des sept principaux partis de gouvernement. On est bien loin du score dérisoire qu'avait obtenu le PP, qui en était alors à ses balbutiements, à l'occasion des élections générales suédoises de 2006 (0,6 % des voix). Devenue la troisième organisation politique du royaume en nombre d'adhérents (plus de 50 000), ce parti sans autre programme que la réforme de la loi sur les droits d'auteur, l'abolition des brevets et l'amélioration de la vie privée enverra un eurodéputé siéger au Parlement de Strasbourg. Phénomène typiquement local, cette percée des défenseurs du piratage informatique est sans équivalent dans toute l'Union européenne. Autre grand vainqueur de ce scrutin, les Verts, avec un score historique de 11 % des voix, gagnent cinq points par rapport à 2004 et deviennent la quatrième force politique du pays. Ils créent ainsi un nouveau changement des rapports de force au sein de la gauche suédoise et seront en mesure de peser sur le débat en vue des élections législatives de l'année prochaine. Même topo, à droite, pour le Parti libéral qui, avec ses 13,6 %, est en mesure de contester aux Modérés du Premier ministre Fredrik Reinfeldt leur hégémonie au sein du camp conservateur.
Les eurosceptiques de la Liste de juin, qui avaient créé la surprise en 2004, doivent ici faire face à une chute vertigineuse de plus de onze points. Un score en dessous du seuil de représentativité et la perte de ses trois sièges d'eurodéputés ont signé l'arrêt de mort de ce parti, qui a annoncé son autodissolution juste après la publication des résultats. Avec à peine 5,7 % des voix, le Parti de gauche subit un brutal effondrement en perdant plus de sept points par rapport à 2004. Il confirme ainsi son reflux de 2006 et voit son influence diminuer au sein de la gauche suédoise.
Les autres formations politiques conservent à peu de chose près leur niveau de 2004. Les chrétiens-démocrates, notamment, font mentir les sondages en conservant de justesse leur siège d'eurodéputé avec un score tout juste au-dessus du seuil de représentativité. Les Modérés ne sont pas parvenus à passer en tête comme certaines enquêtes pouvaient le laisser envisager : le Parti social démocrate demeure le premier parti politique du royaume comme cela a toujours été le cas depuis 1914. Au total, la majorité de droite (M, FP, C, KD) capitalise 42,56 % des suffrages, contre 41,28 % à l'opposition de gauche (S, MP, V). Ces résultats extrêmement serrés ne permettent pas d'établir de pronostics viables sur les prochaines élections générales qui ont lieu en septembre 2010.